# Campeonato Mineiro 1950
In 1950 werd het 36ste Campeonato Mineiro gespeeld voor voetbalclubs uit de Braziliaanse staat Minas Gerais. De competitie werd gespeeld van 28 mei 1950 tot 14 januari 1951 en werd georganiseerd door de Federação Mineira de Futebol. Atlético werd kampioen.

## Eindstand
| Plaats | Club             | Wed. | W | G | V | Saldo | Ptn. |
| ------ | ---------------- | ---- | - | - | - | ----- | ---- |
| 1.     | Atlético         | 12   | 9 | 0 | 3 | 46:23 | 18   |
| 2.     | Siderúrgica      | 12   | 7 | 3 | 2 | 40:18 | 17   |
| 3.     | Cruzeiro         | 12   | 5 | 3 | 4 | 18:18 | 13   |
| 4.     | América          | 12   | 5 | 3 | 4 | 25:27 | 13   |
| 5.     | Villa Nova       | 12   | 5 | 1 | 6 | 17:24 | 11   |
| 6.     | Metalusina       | 12   | 3 | 2 | 7 | 22:32 | 8    |
| 7.     | Sete de Setembro | 12   | 0 | 4 | 8 | 14:40 | 4    |

|  | Kampioen |

### Kampioen
| Campeonato Mineiro de 1950 |
| -------------------------- |
| ATLÉTICO 14º Titel         |